# Lac Łuknajno
Pour les articles homonymes, voir Łuknajno.
Le Lac Łuknajno (en allemand Lucknainer See) est un lac situé en Pologne, dans le district du lac masurien.
En 1976, le lac a été reconnu réserve de biosphère par l'Unesco et en 1977 site Ramsar.